# Шаланж
Шаланж (фр. Chalange) насеље је и општина у северној Француској у региону Доња Нормандија, у департману Орн која припада префектури Алансон.
По подацима из 2011. године у општини је живело 100 становника, а густина насељености је износила 15,95 становника/km². Општина се простире на површини од 6,27 km². Налази се на средњој надморској висини од 177 метара (максималној 231 m, а минималној 159 m).

## Демографија
| 1962. | 1968. | 1975. | 1982. | 1990. | 1999. | 2011. |
| ----- | ----- | ----- | ----- | ----- | ----- | ----- |
| 77    | 91    | 79    | 74    | 45    | 62    | 100   |

График промене броја становника у току последњих година